# Bruijns sikkelsnavel
Bruijns sikkelsnavel (Drepanornis bruijnii synoniem: Epimachus bruijnii) is een middelgrote zangvogel uit de familie Paradidaeidae (paradijsvogels) en de superfamilie Corvoidea. Het is een endemische vogelsoort uit Nieuw-Guinea.
De soort is in 1879/80 geldig beschreven door  Émile Oustalet en vernoemd naar de Nederlandse natuuronderzoeker en handelaar in exotische dieren Antonie Augustus Bruijn die de vogel in het noorden van Nieuw-Guinea bemachtigde. Bruijn is de schoonzoon van dhr. Duivenbode op Ternate die in van 1858 tot 1862 Alfred Russel Wallace hielp bij zijn expedities door de Molukken en naar Vogelkop.

## Kenmerken
Bruijns sikkelsnavel is een middelgrote olijfbruin gekleurde, paradijsvogel, ongeveer 35 cm lang. Het mannetje heeft een naakte grijzig paarse huid rond de ogen met een bruine iris en een lichte sikkelvormige snavel. Boven het oog zijn kleine hoornachtige wenkbrauwveren. Hij heeft sierveren voor op de borst met iriserend rode en paarse uiteinden en lager op de borst sierveren met blauw- en groengekleurde uiteinden. Het vrouwtje mist al deze sierveren, ze is kleiner en bleker gekleurd dan het mannetje.

## Verspreiding en leefgebied
Bruijns sikkelsnavel is een niet zo bekende soort van de laaglandbossen langs de noordkust Nieuw-Guinea van de Geelvinkbaai in Papoea tot iets voorbij Vanimo in Papoea-Nieuw-Guinea.
De soort is vrij algemeen binnen dit habitat van laaglandbos (lager dan 175 m boven de zeespiegel) en selectief gekapt oerwoud.

## Status
Dit type leefgebied wordt bedreigd door ontbossing. Omdat de vogel voorkomt in alleen dit gebied, staat hij als Gevoelig op de Rode Lijst van de IUCN. Handel (levend, dood of in onderdelen) in deze vogelsoort (en alle andere paradijsvogels) is volgens de overeenkomst inzake de internationale handel in bedreigde soorten wilde dieren en planten (het CITES-verdrag) verboden.